# سیند مالوی
سیند مالوی (به انگلیسی: Sinéad Mulvey) (زاده ۲۲ ژانویه ۱۹۸۸) خواننده ایرلندی است.
او در مسابقه آواز یوروویژن ۲۰۰۹ به همراه بلک دیزی نماینده ایرلند بود.